# Las viudas
Las viudas va ser una sèrie de TV emesa per TVE el 1977 protagonitzada per Lola Herrera i amb guions de Francisco Ors.

## Argument
La sèrie narra, en to de comèdia, la forma en què afronten la seva viudetat diferents dones (una en cada episodi) en diferents llocs i èpoques, totes elles interpretades per l'actriu Lola Herrera. S'ha posat de manifest que en l'episodi titulat Viuda romántica, s'aborda per primera vegada en televisió la posteriorment denominada violència de gènere.

## Llista d'episodis (parcial)
- Viuda futura - 29 de març de 1977
  - Fernando Tejada
- Viuda romántica - 5 d'abril de 1977
  - Jesús Puente
- Viuda apetitosa - 12 d'abril de 1977
  - Tomás Blanco
  - Cándida Losada
  - Francisco Marsó
- Viuda habilidosa - 19 d'abril de 1977
  - Nélida Quiroga
- Viuda desconsolada - 26 d'abril de 1977
  - Manuel Gallardo
- Viuda castellana - 3 de maig de 1977
  - Mary González
  - Ana Marzoa
  - Paco Valladares

## Premis
- TP d'Or 1977 a la Millor actriu per Lola Herrera.